# Лежебоково
Лежебо́ково (рос. Лежебоково, башк. Лежебоково) — село у складі Бірського району Башкортостану, Росія. Входить до складу Осиновської сільської ради.
Населення — 22 особи (2010; 36 у 2002).
Національний склад:
- росіяни — 78 %